# Lípy u demarkační čáry
Lípy u demarkační čáry je skupina památných stromů v Rokycanech. Lípa malolistá (Tilia cordata Mill.) a lípa velkolistá (Tilia platyphyllos Scop.) rostou vpravo u silnice z Rokycan do Borku u dřevěného kříže. Jejich stáří je odhadované na 200 let, jsou vysoké 19 m, obvod kmene lípy malolisté je 323 cm, obvod kmene lípy velkolisté je 310 cm (měřeno 2007). Stromy jsou chráněné od 28. listopadu 2007 jako výrazné solitéry na historicky významném místě.

## Památné stromy v okolí
- Javor v plynárnách
- Lípa u kostela Nejsvětější Trojice
- Rokycanský jinan